# New York Jets
New York Jets er et professionelt amerikansk fodboldhold baseret i New Yorks metropolområde. Holdet har hovedkvarter og træningsfaciliteter på Hofstra University, mens hjemmekampene spilles på Giants Stadium, der dog af Jets selv refereres til som The Meadowlands. De er for nuværende medlem af AFC East-divisionen af American Football Conference (AFC)-konferencen i National Football League (NFL). Jets begyndte som hold i 1960 under navnet New York Titans.
Jets har vundet én NFL-titel, der kom i hus, da Jets som det første AFL-hold besejrede et NFL-hold i Super Bowl-finalen i 1968. Gennem historien har Jets haft seks Hall of Fame-spillere eller -trænere tilknyttet: Weeb Ewbank, Don Maynard, Joe Namath, John Riggins og Ronnie Lott. Weeb Ewbank havde aldrig en professionel karriere som spiller, men kom i Hall of Fame som træner.
Selvom holdets navn antyder en placering i New York, spilles kampene dog på Giants Stadium, der er placeret i New Jersey. Træningsfaciliteterne og hovedkvarteret ligger adskilt fra hjemmebanen, idet de er placeret ved Hofstra University. Der er vedtaget planer om et nyt hovedkvarter, der skal opføres ved Florham Park. Hjemmebanen, Giants Stadium, skal ligeledes erstattes i den umiddelbare fremtid, af et nyopført stadion på samme placering, der kommer til at hedde The Meadowlands.

## Logoer og uniformer
Da klubben debuterede i 1960 som "Titans", havde holdet blå hjelme, guldfarvede udsmykninger og enten blå eller hvide trøjer med guldfarvede bukser.
Efter at klubben blev omdøbt til "Jets" i 1963, blev uniformdesignet ændret til hvide hjelme, hvide bukser og enten grønne eller hvide trøjer. De grønne trøjer havde hvide striber på skulderne samt hvide ærmer. De hvide trøjer havde grønne striber på skulderne og grønne ærmer.
Holdets logo i 1963 bestod af et grønt fly med ordene "JETS" skrevet på sin side. Logoet blev ændret et år senere til en football-formet oval med bogstaverne "NY" lagt ovenpå, og oven på det både ordet "JETS" og en grøn football. I 1967 blev logoets farver vendt om, så ovalen blev grøn, og ordet "JETS" og footballen blev hvid.
I 1978 ændrede Jets både sit logo- og uniformdesign. Det nye logo bestod af ordet "JETS" med et futuristisk fly over sig. Det nye uniformdesign bestod af grønne hjelme, hvide bukser og enten grønne eller hvide trøjer. Holdet bar deres hvide uniformer i samtlige hjemmekampe fra 1985 til 1989. Uniformen blev ændret i 1990, da holdet tilføjede et sort omrids, grønne bukser og en sort "facemask" – beskyttelsen foran ansigtet.
I 1998 gik holdet tilbage til logoet fra 1967, eller rettere en modificeret version af det, siden ovalen nu var mere rund i enderne, og i øvrigt ikke længere fremstod som football-formet. En lidt mere moderne version af 1963-uniformdesignet blev introduceret med logoet. For både logoet og uniformen gjaldt det, at "kelly-grøn"-farven var blevet udskiftet med en mørkere nuance, nærmest "skov-grøn".
I 2002 introducerede holdet grønne bukser, der nogle gange også bruges i udekampe med de hvide trøjer, og hjemme, så spillerne fremstår som helt grønne. I den samme sæson havde Jets hvide trøjer på i de tre første hjemmekampe, der bestod af to i pre-season og deres første regular season-kamp. Dette gjordes i anerkendelse af Jets' succes på udebane i den forgangne sæson. Siden da har Jets altid haft grønt på hjemme, bortset fra hjemmekampe i den første uge i regular season på grund af varmen.

## Radio og fjernsyn
Pr. 2007 er Jets' primære radiostation WEPN, ESPN Radio 1050, med Bob Wischusen som play-by-play-kommentator. Tidligere var Jets' primære radiostation WABC, der overtog rettighederne fra WFAN i 2000 (WEPN simulcastede kampene i 2004 og 2005). Eventuelle pre-season-kampe, der ikke vises på nationalt fjernsyn, vises på WCBS, kanal 2, og genudsendt på SportsNet New York. Ian Eagle kommenterer på disse udsendelser.
Blandt notable tidligere play-by-play kommentatorer for Jets kan nævnes legenderne Howard Cosell, Tom Harmon, Marty Glickman og Howard David, der har kommenteret Super Bowl og NBA-finalerne for Westwood One og ESPN Radio.